# Etatchogottine
Etatchogottine /=hair people, / jedna od skupina Hareskin ili Indijanaca Zečjeg-Krzna, koji su lutali sjeverno i istočno od velikog kanadskog jezera Velikog medvjeđeg jezera i na Great Cape u Sjeverozapadnom Teritoriju, Kanada. Totem im je bio bijeli vuk.